# Kwalsterijs
Kwalsterijs is ijs dat veel lucht en sneeuw bevat.
De naam is afgeleid van het woord kwalster, dat fluim of rochel betekent. Kwalsterijs heeft dan ook een treffende gelijkenis met een fluim. Het ijs is door de lucht en sneeuw die het bevat weinig stevig en onbetrouwbaar om op te schaatsen.